# Pine Island (Florida)
Pine Island és una concentració de població designada pel cens dels Estats Units a l'estat de Florida. Segons el cens del 2000 tenia 64 habitants.

## Demografia
Segons el cens del 2000, Pine Island tenia 64 habitants, 29 habitatges, i 20 famílies. La densitat de població era de 353 habitants/km².
Dels 29 habitatges en un 20,7% hi vivien nens de menys de 18 anys, en un 48,3% hi vivien parelles casades, en un 20,7% dones solteres, i en un 31% no eren unitats familiars. En el 24,1% dels habitatges hi vivien persones soles el 3,4% de les quals corresponia a persones de 65 anys o més que vivien soles. El nombre mitjà de persones vivint en cada habitatge era de 2,21 i el nombre mitjà de persones que vivien en cada família era de 2,5.
Per edats la població es repartia de la següent manera: un 15,6% tenia menys de 18 anys, un 9,4% entre 18 i 24, un 23,4% entre 25 i 44, un 34,4% de 45 a 60 i un 17,2% 65 anys o més.
L'edat mediana era de 46 anys. Per cada 100 dones de 18 o més anys hi havia 80 homes.
La renda mediana per habitatge era de 40.000 $ i la renda mediana per família de 42.708 $. Els homes tenien una renda mediana de 0 $ mentre que les dones 0 $. La renda per capita de la població era de 17.927 $. Cap de les famílies i el 20% de la població estaven per davall del llindar de pobresa.

## Poblacions més properes
El següent diagrama mostra les poblacions més properes.